# Takeshi Kaneshiro
Takeshi Kaneshiro (Taipéi, Taiwán; 11 de octubre de 1973, ) es un actor y modelo taiwanés. Se hizo famoso como cantante y poco después como actor, donde destacan películas como La casa de las dagas voladoras y Perhaps Love (2005), nominada esta última al Óscar a la mejor película extranjera de habla no inglesa.

## Biografía
Su madre es taiwanesa y su padre japonés y tiene dos hermanos. Estudió en un colegio en Estados Unidos, por lo que es capaz de hablar en inglés, además de mandarín, cantonés y japonés.
En 1992, debutó como cantante bajo el nombre de Aniki, que significa 'hermano mayor' en japonés. Su álbum debut se llamó Heartbreaking Night y escribió muchas de las canciones en mandarín y cantonés.
Su primera película fue 'Executioners' (1993), que fue seguida, de la aclamada por la crítica, Chungking Express (1994) y Fallen Angels (1995) del director Wong Kar-Wai y una cadena de películas en Hong Kong. Después, Kaneshiro protagonizó la miniserie japonesa de televisión 'God, Please Give Me More Time' (1998), lo que le permitió entrar en el mercado del cine japonés con 'Returner' (2002).
También ha protagonizado (en su versión virtual) al samurái Samanosuke, protagonista del videojuego de CAPCOM Onimusha - 鬼武者, que se rumorea tendrá una versión cinematográfica en la que Takeshi será el protagonista. También fue protagonista en la película La casa de las dagas voladoras (2004) y en 'Perhaps Love' (2005).

## Filmografía

### Películas
- Heroic Trio 2: Executioners (1993)
- No Sir (1994)
- The Wrath of Silence (1994)
- Don't Give a Damn (1994)
- Mermaid Got Married (1994)
- Chungking Express (1994) - como He Zhiwu, agente 223
- Trouble Maker (1995)
- School Days (1995)
- China Dragon (1995)
- Forever Friends (1995)
- Fallen Angels (1995) - como He Zhiwu
- Young Policemen in Love (1995)
- Dr. Wai and the Scripture Without Words (1996)
- Lost and Found (1996)
- The Jail In Burning Island (1996)
- The Feeling of Love (1996)
- First Love: The Litter on the Breeze (1997)
- The Odd One Dies (1997)
- Downtown Torpedoes (1997)
- Misty (1998)
- Sleepless Town (1998)
- Anna Magdalena (1998)
- Too Tired to Die (1998)
- Tarzán (1999) como Tarzán (voz en la versión japonesa, cantonesa y mandarina).
- Tempting Heart (1999)
- Love in year 2000 (2000) (voz en la versión japonesa)
- Lavender (2000)
- Space Travelers (2000)
- Onimusha: Warlords (2001) (VG) (voz en la versión japonesa) Samanosuke Akechi.
- Returner (2002)
- Turn Left, Turn Right (2003)
- La casa de las dagas voladoras (2004) (Titulada Lovers en Japón).
- Onimusha 3: Demon Siege (2004) - (VG) (voz en la versión japonesa) Samanosuke Akechi.
- Perhaps Love (2005) (Titulada Winter Song en Japón)
- Confession of Pain (2006) como Bong.
- The Warlords (2007) como Jiang Wuyang.
- The Battle of Red Cliff (2008) como Zhuge Liang
- Sweet Rain (2008) como Jing Yip - El dios muerte
- The Battle of Red Cliff 2 de Zhuge Liang (2009)
- K-20: The Fiend With Twenty Faces (2009)
- Wu Xia  como  Xu Baijiu (2011)
- The Crossing 1 como Yan Ze-kun (2014)
- The Crossing 2 como Yan Ze-kun (2015)
- The Ferryman como Guan Chuan (2016)
- This is not what I expected como Lu Jin (2017)
- Sons of the Neon Night  (2018)

### Dramas

#### Japón
- The Miracle on a Christmas Night (1995) (Japonés: 聖夜の奇跡)
- God, Please Give Me More Time (1998) (Japonés: 神様、もう少しだけ)
- Love 2000 (2000) (Japonés: 二千年の恋)
- The Golden Bowl (2002) (Japonés: ゴールデンボウル)

#### Hong Kong
- Colour Of Armour (1995)

#### Taiwán
- Grass Scholar (1992)

## Premios
Fue galardonado con Green Planet Film Award como uno de los 10 mejores actores asiáticos de la década (25 de marzo de 2010).

## Discografía

### Álbumes
| Año  | Título                                | Marca             | Comentarios                            |
| ---- | ------------------------------------- | ----------------- | -------------------------------------- |
| 1992 | Heartbreaking Night (分手的夜裡)      | Philips, Polygram | Album Mandarin (septiembre de 1992)    |
| 1993 | Just You and Me (只要你和我)          | Philips, Polygram | Album Mandarin (junio de 1993)         |
| 1993 | Reliable Best Friend (可依靠的好朋友) | --                | Album Mandarin (El mejor de 1992-1993) |
| 1994 | Tender Superman (溫柔超人)            | Philips, Polygram | Album Mandarin (febrero de 1994)       |
| 1994 | Ideal Lover (標準情人)                | EMI               | Album Mandarin (diciembre de 1994)     |
| 1994 | Missed Date (失約)                    | EMI               | Album Cantonés (diciembre de 1994)     |
| 1995 | For My Beloved (給我心愛的人)         | EMI               | Album Cantonés (junio de 1995)         |
| 1995 | Secretly Drunk (偷偷的醉)             | EMI               | Album Mandarin (octubre de 1995)       |
| 1996 | No Matter How Hard (多苦都願意)       | EMI               | Album Mandarin (octubre de 1996)       |
| 1996 | Memories (精選集 Memories)            | --                | Album Mandarin (1996)                  |
| 1998 | Best Collection (金城武的精選歌集)    | --                | Album Mandarin (1998)                  |

### Canciones de películas
| Año  | Título                | Número | Comentarios           |
| ---- | --------------------- | --- | --------------------- |
| 2005 | Perhaps Love (如果愛) | No.4 Forgot Who I am (忘了我是誰) (dueto con Zhou Xun 周迅), No.6 Beautiful Story (美麗故事) (dueto con Ji Jin Hee 池珍熙), No.10 Crossroad (十字街頭) (dueto con Zhou Xun 周迅), No.11 What If (假如) (Solo) | Album Mandarin (2005) |